# Gotthard Sachsenberg
Gotthard Sachsenberg (6 de Dezembro de 1891 – 23 de Agosto de 1961) foi um piloto alemão durante a Primeira Guerra Mundial. Abateu 31 aeronaves inimigas, o que fez dele um ás da aviação. Após o final da guerra, foi o comandante da primeira esquadra aero-naval do mundo, a Kampfgeschwader Sachsenberg, ajudou a fundar a companhia aérea Deutscher Aero Lloyd e foi um membro do parlamento alemão.

## Ligações Externas
- Foto de Sachsenberg durante a Primeira Guerra Mundial